# Kwoth
Kwoth, è una divinità della mitologia delle popolazioni Nuer del Sudan del Sud.

## Nel mito
Divinità che creò l'universo e le cose e le sorveglia, anche se agisce secondo il suo volere si dimostra per lo più benigna. Non ha un corpo fisico e viaggia in continuazione. 